# Fachi

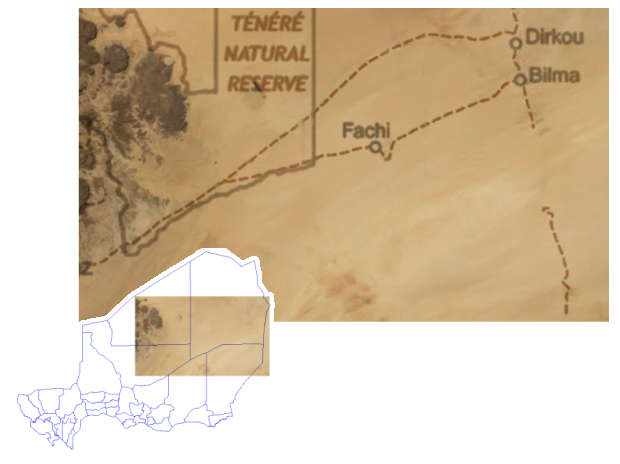
Vu satellite de l'oasis de Fachi.

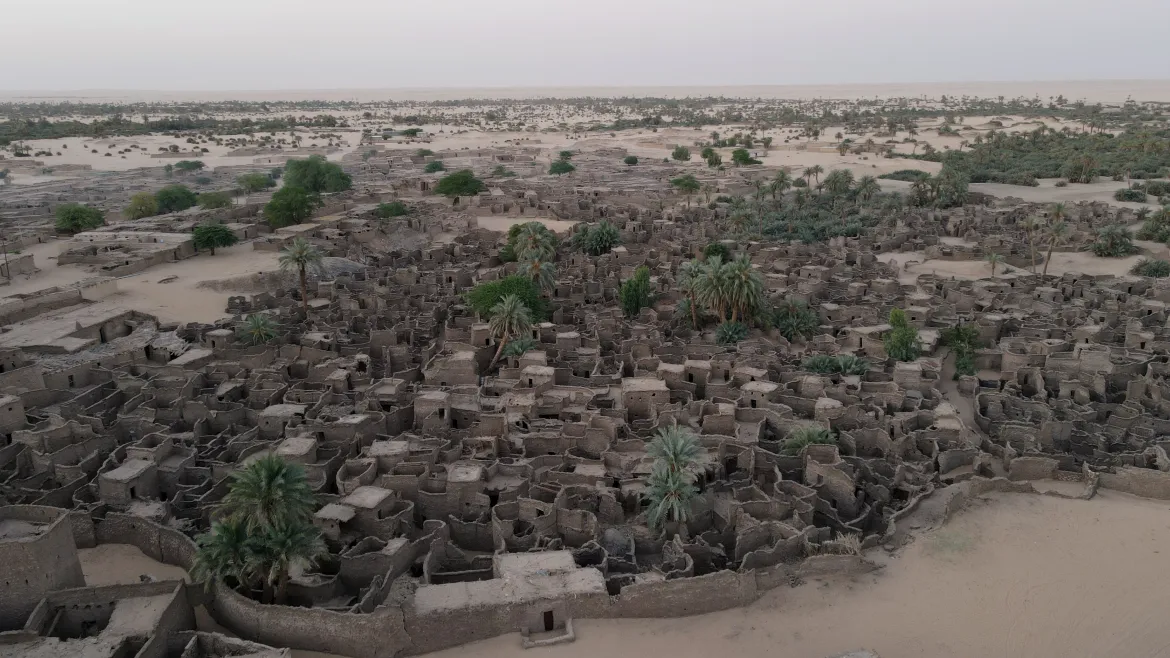
Fachi

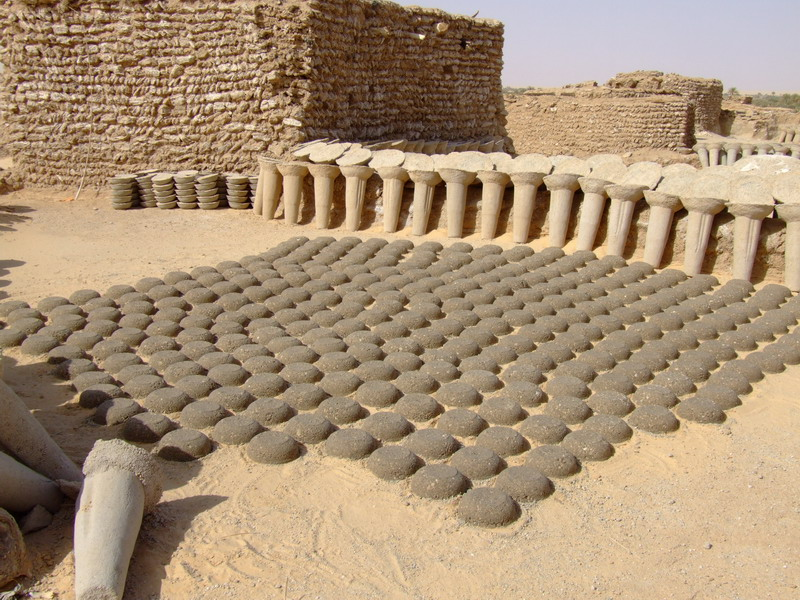
Fachi

Fachi ou Agram est une oasis entourée par le desert du Ténéré et les dunes de l'erg de Bilma au Niger, et compte environ 20 000 habitants. 

## Géographie
Étape des caravanes de l'azalaï d'Agadez à Bilma, Fachi est à 250 km à l'ouest de Bilma et à plus de 300 km à l'est des montagnes de l'Aïr. La commune rurale de Fachi couvre une superficie de 35 852 kilomètres carrés (selon les données du PDC 2023).  
| Iférouane      | Djado  | Dirkou   |
| Tabelot, Timia | Fachi  | Bilma    |
| Aderbissinat   | Tesker | N'Gourti |

## Histoire
Fréquemment pillée par les touaregs et les bédouins par le passé, la ville est construite à l'intérieur de grandes fortifications, connues localement sous le nom de ksar, constituées de blocs de sel banco. Celles-ci sont désormais désaffectées. Lors de l'Exposition coloniale de 1931, sept timbres-poste commémoratifs furent édités : le plus répandu représente une femme fachi de profil.

## Population
La population de Fachi est en grande partie constituée de Kanuri et de Toubou. Dans leurs langues, la ville se nomme Agram. Le nom de Fachi (son nom officiel) vient des peuples touareg et haoussa qui y ont vécu autrefois.

## Économie
Les seules ressources de Fachi sont l'eau, les dattes et le sel. Elle dépend entièrement des échanges de ces produits lors du passage des caravanes. Le secteur est considéré comme un corridor de trafic de drogue ; en janvier 2022 le maire de la localité a été arrêté avec plus de 200 kg de cocaïne dans un véhicule municipal.